# Пікап (зваблення)
Пікап (від англ. Pick up — підбирати, підчеплювати) — діяльність спрямована на знайомство з метою зваблення. Пікап складається з технік для спокушання жінок/чоловіків, які поширюються в пікап-співтоваристві. Також проводяться семінари і тренінги, видаються посібники з пікапу. Людина, котра займається пікапом, називається пікапером (англ. Pick-up artist, скорочено PUA).

## Історія
Сучасна практика пікапу датується щонайменше 1970 роком, з публікацією How to Pick up Girls! Еріка Вебера. Дещо раніше тему почала розвивати психотерапевт Альберт Елліс, який, разом із Роджером Конвеєм, написав настанову для чоловіків «Мистецтво еротичної спокуси», яка заохочувала їх зустрічатися з жінками через «пікап» в 1967 році. Елліс стверджував, що займався звабленням незнайомих жінок, оскільки подолав свій страх наблизитись до них через «in vivo десенсибілізацію» в Ботанічному саду Бронкса в 1930-х роках.
Організована ж спільнота пікаперів виникла з Россом Джефрісом та його учнями. Наприкінці 1980-х Джеффріс викладав майстер-класи, просував набір методів нейролінгвістичного програмування (НЛП) під назвою «швидке спокушання» (СС) та опублікував коротку книгу методик «Як затягти жінок, яких ти бажаєш, у ліжко».
Паралельно себе зарекомендували ще кілька пікаперів в ту саму епоху, але їм бракувало контактів між собою. У 1994 році Льюїс Де Пейн, тоді студент Джефріса, заснував групу новин alt.seduction.fast (ASF). Потім це породило мережу інших інтернет-форумів, блогів та сайтів, де можна було обмінятися методиками зваблення.
Першу значну популярність пікап, як явище, отримав після виходу драматичного фільму «Магнолія» 1999 року, в якому Том Круз зобразив харизматичного гуру пікапу, який був побіжно змодельований з Росса Джефріса.
У 2005 році журналіст Ніл Стросс написав автобіографічну книгу «Гра: Проникнення в таємне товариство пікаперів», яка потрапила до списку бестселерів New York Times і зробила техніку пікапу відомою широкій аудиторії.

## Концепт
Багато пікаперів вдосконалюють своє розуміння психології, підвищують впевненість та самооцінку, працюють над своїми соціальними навичами та фізичним виглядом(фізична підготовка, почуття моди, догляд) аби збільшувати свій потенціал до зваблювання.
Пікапери об'єктивізують структуру міжособових взаємин і розробили великий набір акронімів та жаргонізмів для опису динаміки та соціальної взаємодії чоловіка та жінки.

## Критика
Рух пікаперів, за межами їх спільноти, описують як сексистський, мізогіністський, псевдонауковий, та підступний.
Автор книг з питань особистості та самодопомоги Алан Роджер Керрі часто критикував пікаперів за маніпулятивні техніки, що створюють у жінок оманливе враження, що чоловік зацікавлений в тривалих, емоційно глибоких, моногамних романтичних стосунках, коли сам чоловік насправді знає, що насправді він хоче короткостроковий, немоногамний, випадковий секс із цими ж жінками.